# Gonomyia conoviensis
Gonomyia conoviensis là một loài ruồi trong họ Limoniidae. Chúng phân bố ở miền Cổ bắc.